# Острвце Света Марија
Острвце Света Марија налази се у јужном делу мљетског Великог језера. Површина му је само 120×200 метара. На њему су пронађени остаци римске грађевине, али је далеко познатији по бенедиктинском самостан из XII века. 
Долазак бенедиктинаца из Апулије је изазвао незадовољство код домаћих бенедиктинаца (бенедиктински самостан на Локруму је изграђен 1203. године) па је право на острво италијанким бенедиктинцима дао и захумски жупан Десин (у неким изворима захумски кнез Деса). Бенедиктинци су најпре на острвцу изградили манастир, а затим (крајем XII века) и цркву. Романички је манастир више пута преграђиван. Данашња зграда је двоспратна ренесансна грађевина коју са две стране омеђује двориште, а главни испуст, према дворишту, има аркадни ходник. 
На југоисточном је углу изграђена одбрамбена кула, па све грађевине, укључујући и цркву чине одбрамбену целину. Манастир је напуштен 1869. године. За тај се догађај веже легенда да су бенедиктинци проклели становништво острва, тако да су све радили обрнутим редоследом. У молитвену процесију ишли су у смеру обрнутом од казаљке на сату, а кад би упалили свеће, окренули би их наопако. 
У манастиру су као монаси (редовници) боравили многи познати научници и уметници, најпознатији од којих су дубровачки песници Мавро Ветрановић и Игњат Ђурђевић као и један од најпознатијих византолога свог времена Анселмо Бандури. Црква св. Марије у склопу манастира је једнобродна романичка грађевина (апулијског стила) подигнута по угледу на ону коју су бенедиктинци имали у Монте Гаргану. Црква је преграђена и проширена у XVI веку и тада је на трем постављен грб Гундулића.